# MercyMe
MercyMe é uma banda de rock cristão norte-americana formada em Edmond (Oklahoma). A banda é composta pelo vocalista Bart Millard, o teclista James Bryson, o percussionista Robin Shaffer, pelo baixista Nathan Cochran e pelos guitarristas Michael Scheuchzer e Barry Graul.
A banda formou-se em 1994 tendo lançado seis álbuns independentes antes de assinar contrato com a INO Records em 2001. A banda ganhou notoriedade e reconhecimento após o single "I Can Only Imagine" do seu primeiro grande álbum, Almost There, que foi certificado dupla platina. Desde essa altura a banda já editou cinco álbuns de estúdio, tendo três deles sido certificados ouro, e lançaram ainda uma compilação de grandes êxitos. A banda já ganhou diversos GMA Dove Awards.

## História

### Formação e início
O cantor Bart Millard conhece o pianista James Phillip Bryson em Lakeland (Flórida), após um convite de seu pastor de jovens. Ambos lideram uma equipe de louvor em uma viagem à Europa. Eles sentem um chamado para trabalhar em tempo integral na música. Em seguida, eles encontram o guitarrista Michael John Scheuchzer, que se junta a eles, e então se muda para Oklahoma City. O grupo foi oficialmente formado em 1994 na Igreja Henderson Hills Baptist Church, em Edmond (Oklahoma).
Em 1997, eles se mudaram para Nashville para encontrar um contrato de gravação. Depois de um ano, eles partem Nashville para Dallas e gravam um álbum. Eles ministram na Igreja Irving Baptist Church. Então eles se estabelecem em Greenville (Texas) e ministram em Highland Terrace Baptist Church.
O trio montou um estúdio num centro de dia abandonado. O baixista Nathan Cochran e o baterista Robby Shaffer juntaram-se mais tarde tendo participado nos seis álbuns independentes antes de assinarem com a INO Records em 2001. Ao contrário dos primeiros três trabalhos, a sua carreira inicial tinha uma sonoridade mais virada para o rock. O nome da banda "MercyMe" surgiu quando Bart estava na Flórida como ministro. Diz que a sua avó um dia exclamou: "Well mercy me, why don’t you get a real job?"

### Almost There,Spoken ForeUndone(2001-2004)
Após assinarem com a INO Records, a banda editou o seu primeiro grande projeto, Almost There. O single "I Can Only Imagine" valeu um Dove Awards em 2002 na categoria "Song of the Year"; contudo só após três anos do lançamento é que a música atingiu o sucesso geral, tendo atingido a Billboard 200 e chegando à Adult contemporary e à U.S. Country Charts, acabando com a certificação de dupla platina do disco. A canção surgiu num momento de dor que Bart estava a passar, com a morte do pai com cancro.
Em 2002, MercyMe edita o segundo álbum, Spoken For. O disco teve dois singles, "Spoken For" e "Word of God Speak" que chegaram ao nº 1 das rádios cristãs. O disco foi certificado Ouro. O tema do álbum baseava-se que Deus tinha um lugar reservado para quem tivesse uma relação com Ele. O trabalho de capa e interior mostra um lugar de estacionamento reservado, sendo uma metáfora para o tema do álbum. O disco ganhou três Dove Awards, mas foi mais devido ao enorme sucesso do single "I Can Only Imagine" no mercado.
Em 2003, o guitarrista Barry Graul juntou-se à banda, dando-lhe a hipótese de participar no terceiro álbum de estúdio, Undone.
Em 2004, a banda foi na turnê "Imagine Tour" com Amy Grant e Bebo Norman. Durante essa turnê a banda ainda encontrou tempo para lançar o terceiro disco, Undone que teve dois sucessos no top 10: "Here With Me" que chegou igualmente à Billboard's Top 100 no mesmo ano e "In the Blink of an Eye", que no final de 2005 atingiu o nº 5 das rádios cristãs. O disco também incluía a canção "Homesick", que recebeu uma atenção especial por parte das rádios e crítica cristãs. A música foi inspirada na dificuldade daquelas quatro ou cinco semanas em que um membro da banda teve um total de oito "amores" passageiros nesse período. Com a crença de que o Céu é a última casa, a música tornou-se no desejo dessas oito pessoas um dia estarem na última moradia.
J. Countryman, uma divisão da Thomas Nelson, fez um contrato com a banda para o lançamento de um livro baseado na sua canção "I Can Only Imagine"; foi editado a 22 de Junho de 2004.

### The Christmas SessionseComing Up To Breathe(2005 - 2006)
Em 2005, MercyMe foi em torné com Jeremy Camp, The Afters e Monk and Neagle para a promoção do álbum "Undone".
Após a edição de Undone em 2004, a banda tirou um tempo da para descanso antes de lançar o próximo disco, tendo aproveitado para trabalhar numa gravação de natal. The Christmas Sessions foi editado a 27 de Setembro de 2005. O álbum foi o grande esforço para restabelecer a sonoridade rock que a banda era rotulada, sendo um passo para o próximo disco Coming Up to Breathe. A banda teve ainda uma turnê de natal com Steven Curtis Chapman, que editou também um álbum de natal nesse mesmo ano, chamado All I Really Want for Christmas, que foi inspirado pela observação de Chapman de que muitas crianças órfãs acordam sem família no natal.
Em 2006, MercyMe grava Coming Up to Breathe, que estreou no nº 13 da Billboard 200. Apesar da banda ter ganho uma reputação de ser um grupo cristão, a banda decidiu tornar Coming Up To Breathe um disco de rock. Em promoção do disco, MercyMe foi na torné "Coming Up To Breathe Tour" juntamente com Audio Adrenaline e Phil Wickham na sua despedida, tendo metade dos concertos estado esgotados nas duas semanas. Do disco saíram três singles, "So Long Self", "Coming Up To Breathe" e "Hold Fast".
Em 2007, a banda edita Coming Up to Breathe Acoustic, uma versão acústica do álbum Coming Up To Breathe.

### All That is Within Me(2007 - presente)
A 20 de Novembro de 2007, a banda edita All That Is Within Me. Millard, o vocalista acreditava que o disco seria um álbum de adoração e que as músicas do disco seriam metade covers de outros artistas e a outra metade seriam composições autorais. Contudo, quando a banda entrou no estúdio acabou por escrever todas as faixas. Do disco saíram três singles, "God With Us", "You Reign" e "Finally Home", que tiveram um bom sucesso. Tal como "I Can Only Imagine" e "Homesick", "Finally Home" também foi inspirada na morte do pai de Millard.
A 7 de Abril de 2009, a banda lançou o seu primeiro álbum de grandes êxitos, 10 (o título marca a década de "I Can Only Imagine"). O álbum inclui um CD com onze canções e três novas gravações (incluindo a versão nova de "I Can Only Imagine" gravada juntamente com a Orquestra Filarmónica de Londres) e um DVD com onze videoclipes e dois pequenos documentários.
Em 2010 a banda lança The Generous Mr. Lovewell, seu último álbum pela INO Records, assinando posteriormente contrato com a Provident Music Distribution, na qual lançou os álbuns The Worship Sessions (2011) e The Hurt & The Healer (2012).
Em novembro de 2013 a banda divulga o single de seu novo álbum Welcome To The New, o qual foi lançado juntamente com um videoclipe, se tornando um grande sucesso nas rádios cristãs norte americanas.

## Acidente trágico
No sábado dia 8 de Agosto de 2009, a banda viajava de Ft. Wayne no Indiana para St. Louis no Missouri, quando se envolveram num trágico acidente que provocou três mortes, inclusive, a de um bebê. O ônibus da banda passava o sinal verde quando outro veículo virou à esquerda de frente com o pesado. Um dos passageiros morreu mais o bebê, tendo a mulher grávida morrido no hospital quatro dias depois devidos aos ferimentos. Apesar de tudo, não houve ferimentos em nenhum dos membros da banda ou nos outros passageiros do ônibus do grupo.
Apesar das noticias dizerem que a banda se manteve em silêncio durante vários dias, não contactando a família dos acidentados, os integrantes fizeram uma declaração no mesmo dia através do publicitário Velvet Rousseau Kelm:
| “ | MercyMe would like to express their incredible heartache over this horrible accident. They are praying for the families of all who this will affect, and are asking others to please pray as well. The band and crew sustained minor bumps and bruises, however their hearts are heavy. They appreciate the concern they have received from people all over the world. | ” |

## Caridade
Em 2005, MercyMe participou num concerto de beneficência na Universidade de Belmont com outros artistas do country, gospel e cristão contemporâneo em favor dos afetados pelo Tsunami asiático de 2004.
Em 2009, a banda promoveu a turnê "Rock and Worship Roadshow" em parceria com a Compassion International e Imagine A Cure para a recolha de fundos para a ajuda a crianças com diabetes através da Imagine A Cure e para pessoas com falta de assistência médica no mundo através da Compassion International.

## Membros
- Bart Millard - vocal
- Nathan Cochran - baixo
- Michael John Scheuchzer - guitarra
- Robin Troy Shaffer - bateria
- Barry Graul – guitarra
- Herley Syahu - baixo vocal

## Discografia

### Álbuns independentes
- Pleased To Meet You (1995)
- Traces Of Rain, Vol. 1 (1997)
- Traces Of Rain, Vol. 2 (1997)
- The Need (1998)
- The Worship Project (1999)
- Look (2000)

### Álbuns de estúdio
- Almost There (2001)
- Spoken For (2002)
- Undone (2004)
- The Christmas Sessions (2005)
- Coming Up to Breathe (2006)
- Coming Up to Breathe Acoustic (2007)
- All That Is Within Me (2007)
- The Generous Mr. Lovewell (2010)
- The Worship Sessions (2011)
- The Hurt & The Healer (2012)
- Welcome To The New (2014)
- Lifer (2017)

### Compilações
- 10 (2009)
- Live In Hawaii (2009)

### DVDs
- MercyMe Live (2004)

### Trabalhos paralelos
- Hymned nº1 - Bart Millard (solo) (2005)
- Hymned Again - Bart Millard (solo) (2008)

## Prémios
GMA Dove Awards
- 2002 - "Song of the Year" - "I Can Only Imagine"
- 2002 - "Pop/Contemporary Recorded Song of the Year" - "I Can Only Imagine"
- 2004 – "Song of the Year" - "Word of God Speak"
- 2004 – "Artist of the Year"
- 2004 – "Group of the Year"
- 2004 – "Pop/Contemporary Song of the Year" - "Word of God Speak"
- 2005 – "Pop/Contemporary Album of the Year" – Undone
- 2005 – "Special Event Album of the Year" - The Passion of the Christ: Songs

ASCAP Awards
- 2003 - Bart Millard ganhou na categoria "Christian Songwriter of the Year" na 25ª edição dos ASCAP Christian Music Awards.

American Music Awards
- 2004 – "Favorite Contemporary Inspirational Artist"[38]